# الدفاع عن الجنون
الدفاع عن الجنون، المعروف أيضًا بدفاع الاضطراب العقلي، هو دفاع إيجابي بالتعذر في قضية جنائية، يجادل بأن المتهم غير مسؤول عن أفعاله بسبب مرض نفسي في وقت ارتكاب الفعل الجنائي. هذا يختلف عن عذر الاستفزاز، حيث يكون المتهم مسؤولاً ولكن المسؤولية تكون مخففة بسبب حالة عقلية مؤقتة. كما يختلف عن تبرير الدفاع عن النفس أو تخفيف الدفاع عن النفس غير الكامل. الدفاع عن الجنون يختلف أيضًا عن الحكم بأن المتهم لا يستطيع المثول أمام المحاكمة في قضية جنائية لأن المرض النفسي يمنعه من المساعدة الفعالة للمحامي، وعن حكم مدني في قضايا الثقة والوصايا حيث تُلغى الوصية لأنها تمت عندما كان اضطراب عقلي يمنع الموصي من التعرف على ورثته الطبيعيين، وعن الحبس المدني الإجباري في مؤسسة عقلية عندما يُعتبر أي شخص عاجزًا بشكل خطير أو يشكل خطرًا على نفسه أو على الآخرين.
تعريفات الجنون أو الاضطراب العقلي القانونية متنوعة، وتشمل قاعدة مكنوتن، وقاعدة دورهام، وتقرير اللجنة الملكية البريطانية لعقوبة الإعدام لعام 1953، وقاعدة معهد القانون الأمريكي (قانون النموذج الجنائي)، وأحكام أخرى تتعلق غالبًا بغياب العقلية الإجرامية ("النية الجرمية"). في القوانين الجنائية لأستراليا وكندا، يُكرس التشريع القانوني قواعد مكنوتن، مع استخدام مصطلحات مثل دفاع الاضطراب العقلي، دفاع المرض العقلي أو غير مسؤول جنائيًا بسبب الاضطراب العقلي. العجز عن التمييز بين الصواب والخطأ هو أحد الأسس للاعتبار قانونيًا غير عاقل كدفاع جنائي. نشأ ذلك في قاعدة مكنوتن، وأُعيدَ تفسيره وتحديثه من خلال قضايا أكثر حداثة مثل قضية الشعب ضد سيرافو.
في المملكة المتحدة، وإيرلندا، والولايات المتحدة، نادرًا ما يُستخدم الدفاع. تُستخدم العوامل المخففة، بما في ذلك الأمور غير المؤهلة لدفاع الجنون مثل التسمم والدفاعات الجزئية مثل القدرة العقلية المنقوصة والاستفزاز، بشكل أكثر تكرارًا.
يعتمد الدفاع على تقييمات من قبل متخصصين في الصحة النفسية الشرعية باستخدام الاختبار المناسب حسب الاختصاص القضائي. شهادتهم توجه هيئة المحلفين، ولكن لا يُسمح لهم بالإدلاء بشهادتهم حول مسؤولية المتهم الجنائية، حيث أن هذا أمر يعود لهيئة المحلفين لتقريره. وبالمثل، يتم تقييد ممارسي الصحة النفسية من إصدار حكم على "المسألة النهائية" - ما إذا كان المتهم مجنونًا أم لا.
بعض السلطات القضائية تتطلب أن يتناول التقييم قدرة المتهم على التحكم في سلوكه وقت ارتكاب الجريمة (الجانب الإرادي). المتهم الذي يدعي الدفاع يقر ب "غير مذنب بسبب الجنون" (NGRI) أو "مذنب ولكنه مجنون أو مريض عقليًا" في بعض السلطات القضائية، والتي إذا نجحت، قد تؤدي إلى إيداع المتهم في منشأة نفسية لفترة غير محددة.